# آلن هارپر
آلن هارپر (انگلیسی: Alan Harper؛ زادهٔ ۱ نوامبر ۱۹۶۰) بازیکن فوتبال اهل بریتانیا است.
از باشگاه‌هایی که در آن بازی کرده‌است می‌توان به باشگاه فوتبال منچستر سیتی، باشگاه فوتبال لیورپول، باشگاه فوتبال شفیلد ونزدی، باشگاه فوتبال کاردیف سیتی، باشگاه فوتبال برنلی، باشگاه فوتبال لوتون تاون، باشگاه فوتبال اورتون، و باشگاه فوتبال اورتون، و باشگاه فوتبال کاردیف سیتی اشاره کرد.